# Штань Олександр Сергійович
Олександр Сергійович Штань (14 жовтня 1925, Сумська область, СРСР — 30 січня 2016, Москва, Росія) — радянський і російський вчений, доктор технічних наук, професор, засновник НИИТФА, лауреат Державної премії СРСР.

## Біографія
Був учасником Великої Вітчизняної війни.
У 1952 році закінчив МІФІ за спеціальністю «інженер-фізик з конструювання та експлуатації фізичних приладів і установок».
У 1956 році почав працювати в Державний комітет по використанню атомної енергії головним інженером управління.
Стояв біля витоків створення ВНДІ Радіаційної Техніки (ВНИИРТ), надалі — НИИТФА.
З 1964 по 1967 р. займав у ВНИИРТ посаду заступника директора по науці, потім був переведений на посаду начальника 17-го головного Управління в Міністерстві середнього машинобудування.
У 1975 році призначений директором ВНИИРТ. Протягом 22 років обіймав цю посаду, поєднуючи наукову роботу з керівництвом виробничо-господарською діяльністю підприємства. З 1997 року був незмінним науковим керівником інституту.
Брав участь у ліквідації наслідків Чорнобильської аварії.

## Наукова діяльність
Основні напрями професійної діяльності: радіаційна технологія та обладнання, ядерно-фізичні методи та апаратура елементного аналізу складу речовини, радіонуклідна енергетика, неруйнівний контроль, нейтронна радіографія, радіаційно-терапевтична апаратура.
Член редколегії журналу «Атомна енергія», член правління Ядерного товариства Росії, член Центрального правління Всеросійського товариства неруйнівного контролю та технічної діагностики.
Співробітниками інституту під його керівництвом захищено 16 докторських та 35 кандидатських дисертацій.
Доктор технічних наук, професор.

## Нагороди
- Орден Трудового Червоного Прапора.
- Орден Дружби народів.
- Лауреат Державної премії СРСР.
- Медаль «300 років Російському флоту».
- Ювілейний золотий знак «50 років атомній галузі».
- Нагрудний знак «Е. П. Славський»
- Медаль «65 років атомній галузі»